# کریستیان کیتسینگ
کریستیان کیتسینگ (انگلیسی: Kristjan Kitsing؛ زادهٔ ۱۱ دسامبر ۱۹۹۰) بازیکن بسکتبال اهل استونی است.
از باشگاه‌هایی که در آن بازی کرده‌است می‌توان به باشگاه بسکتبال پاولوس پارنو و باشگاه بسکتبال کالو اشاره کرد.